# Mandres (Eure)
Mandres è un comune francese di 360 abitanti situato nel dipartimento dell'Eure nella regione della Normandia.

## Società

### Evoluzione demografica
Abitanti censiti